# 技術大学駅
技術大学駅（ぎじゅつだいがくえき、テクニクリ・ウニヴェルシテティ駅（テクニクリ・ウニヴェルシテティえき）、グルジア語: ტექნიკური უნივერსიტეტი、グルジア語ラテン翻字: Teknikuri Universiteti）、またはテクニカル・ユニバーシティ駅（英語: Technical University）は、ジョージアのトビリシ、サブルタロ地区にあるトビリシ地下鉄サブルタロ線の駅である。
1991年までは工学院駅（こうがくいんえき、ポリテクニクリ駅（ポリテクニクリえき）、グルジア語: პოლიტექნიკური、グルジア語ラテン翻字: Politeknikuri）。

## 歴史
- 1979年9月15日 - 工学院駅（ポリテクニクリ駅）として開業。

- 1991年 - 現駅名に改称。

## 駅構造
出入口は2カ所あり、一つはピキニ通り沿い、もう一つはコスタヴァ通り沿いである。この駅の近くにはジョージア技術大学、国家統計局、トビリシ・スポーツ・パレスなどの重要施設が固まっている。
この駅の設計は建築家のG・モズマニシヴィリ (გ. მოძმანიშვილი) とD・イオサヴァ (დ. იოსავა) が行い、プロジェクト組織サクトランスプロエクティ (საქტრანსპროექტი) が建設を担った。プラットホームの壁面にはモザイク背景に画図が並んでおり、芸術・科学・スポーツに関する寓話の人物が描かれている。

## 駅周辺
- ジョージア技術大学
- 国家統計局
- トビリシ・スポーツ・パレス（英語版）